# Lajos Tihanyi

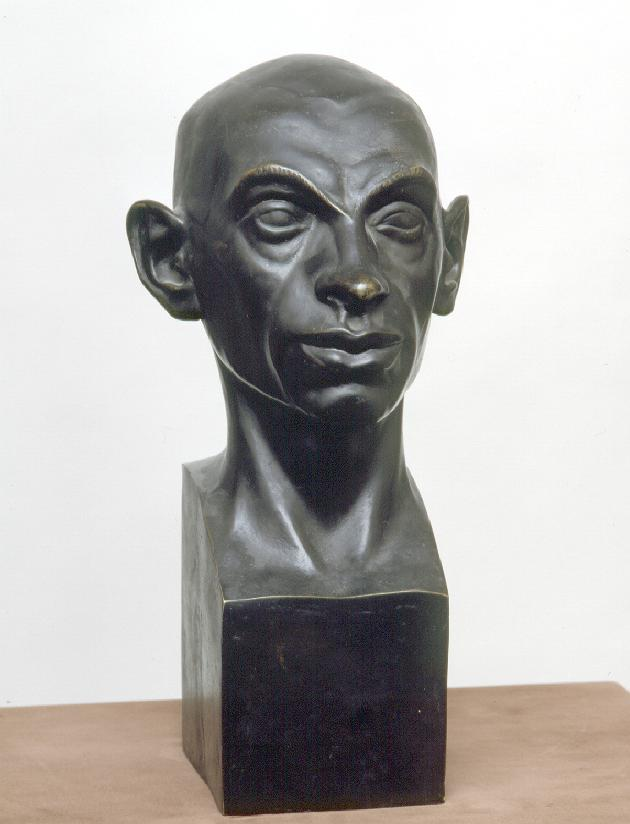
Lajos Tihanyi (Plastik von Vilmos Fémes Beck; 1910)

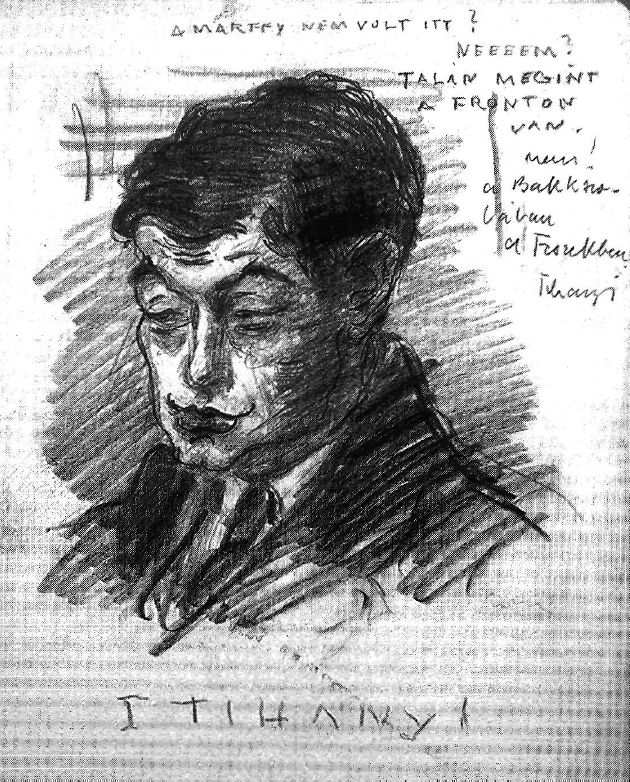
József Rippl-Rónai: Lajos Tihanyi (1917)

Lajos Tihanyi (geboren 29. Oktober 1885 in Budapest, Österreich-Ungarn; gestorben 11. oder 12. Juni 1938 in Paris) war ein ungarischer Maler.

## Leben
Tihanyi wuchs als Kind einer jüdischen Familie in Budapest auf, der Vater war der Besitzer des „Café Balaton“ in Budapest. Im Alter von elf Jahren wurde er durch eine Meningitis taub und verstummte. Er erhielt ersten privaten Malunterricht von Bertalan Pór. Die Malerei brachte er sich weitgehend autodidaktisch bei. Zwischen 1906 und 1910 hielt er sich regelmäßig in der Sommerschule der Künstlerkolonie von Nagybánya auf. Dort wurde ein vom französischen Impressionismus geprägter Malstil gepflegt, den Tihanyi in seinen Landschaftsbildern anfangs übernahm. Ein viermonatiger Parisaufenthalt verschaffte ihm Klarheit über seine Vorbilder Paul Gauguin, Henri Matisse und vor allem Paul Cezanne. Er nahm an Ausstellungen der Ungarischen Gesellschaft der Impressionisten und Naturalisten (MIÉNK) teil, erstmals im Jahr 1909. Von den Fauvisten beeinflusst wurde unter seiner Mitwirkung 1907 von Róbert Berény, Dezső Czigány, Béla Czóbel, Károly Kernstok, Ödön Márffy, Dezső Orbán und Bertalan Pór die Künstlergruppe Nyolcak (Die Acht) gegründet, in der Gruppe war er neben Berény der radikalste Neuerer.
Er war das Bindeglied zwischen den verschiedenen ungarischen Künstlergruppen. 1918/1919 schloss er sich den von Lajos Kassák angeführten „Aktivisten“ um die Zeitschrift „Ma“ an, unterstützte die republikanische Asternrevolution und die Ungarische Räterepublik, und musste aber nach ihrer Niederschlagung und dem einsetzenden Weißen Terror nach Wien fliehen. Er hielt sich in einer großen Gruppe ungarischer Emigranten bis 1924 in Berlin auf und ging dann nach Paris, wo es ebenfalls eine Kolonie emigrierter ungarischer Künstler gab. In das autoritär regierte und antisemitische Ungarn kehrte er, auch besuchsweise, nicht zurück. 1933 wurde er Mitglied der Gruppe Abstraction-Création. Tihanyi fand unter den Budapester, Berliner und Pariser Künstlern und Literaten viele, die sich, „ohne jegliche Idealisierung“, von ihm porträtieren ließen.
Sein Neffe, der Fotograf Ervin Marton (1912–1968), emigrierte 1937 aus Ungarn nach Paris, wo Tihanyi ihm die Türen in die Kunstkreise öffnete. Marton konnte dann den künstlerischen Nachlass Tihanyis während der fünf Jahre der deutschen Besetzung Frankreichs vor der Zerstörung retten. Nach Tihanyis frühem Tod sprach Robert Desnos bei seiner Beerdigung auf dem Friedhof Père Lachaise, unter den trauernden Emigranten war auch der ehemalige ungarische Ministerpräsident Mihály Károlyi.

Bildauswahl
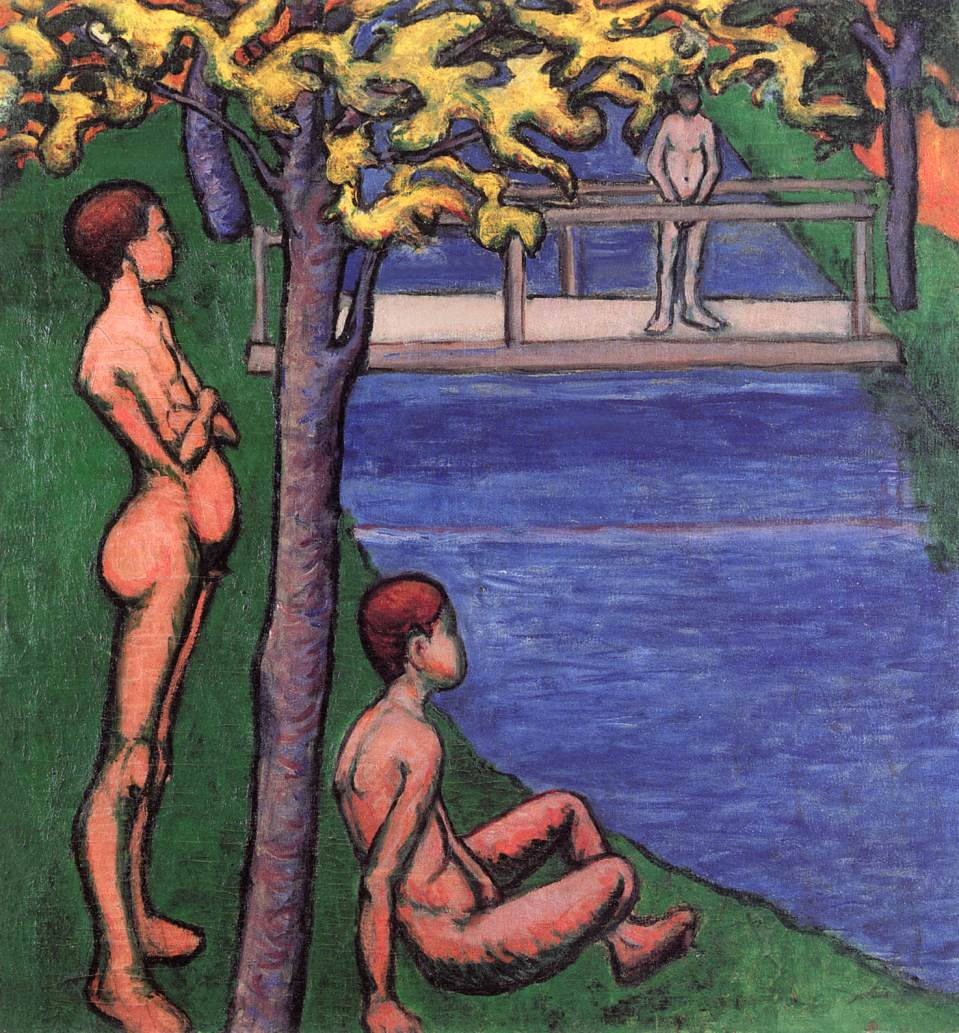
Badende (1907)
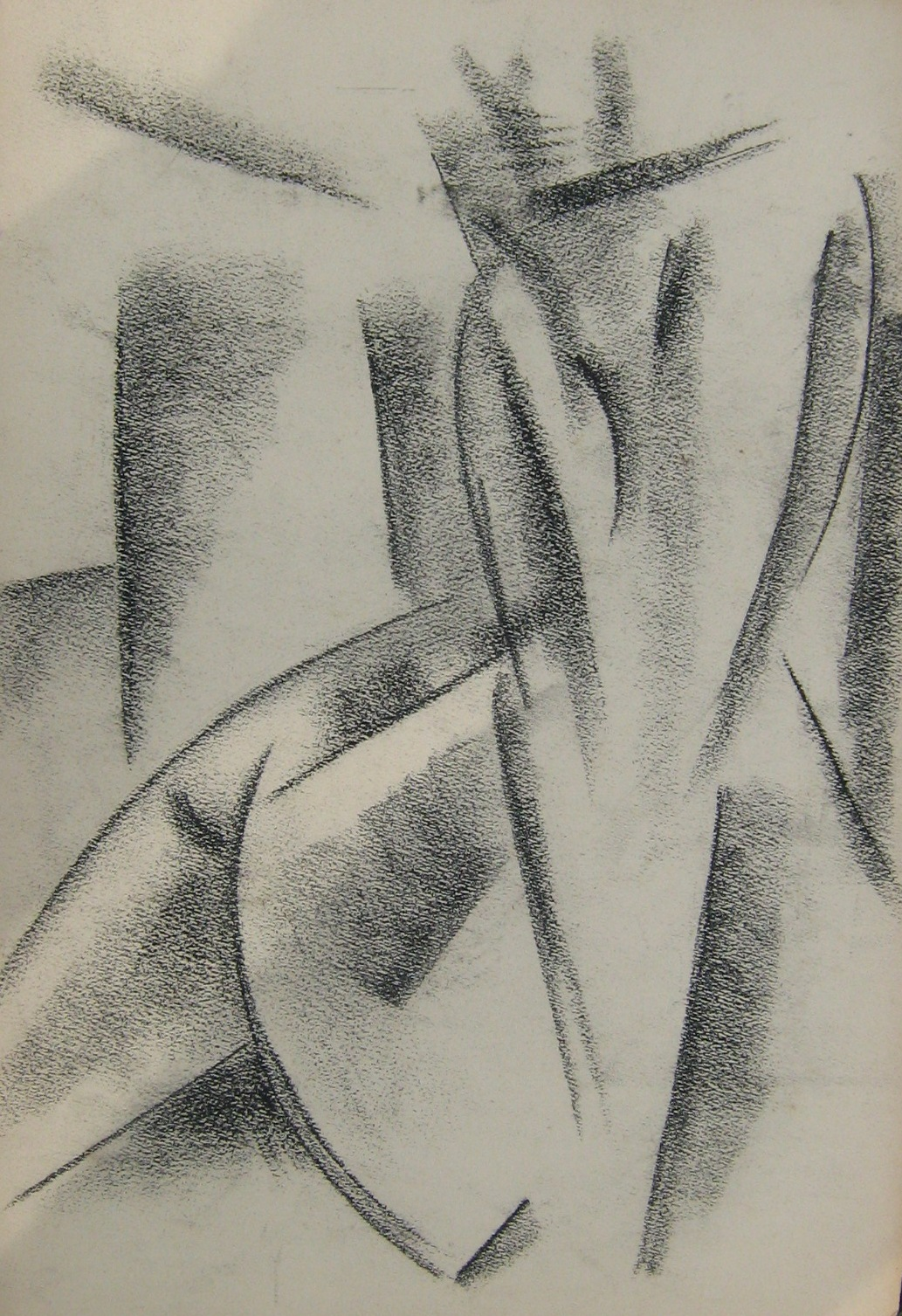
Akt, ohne Jahr
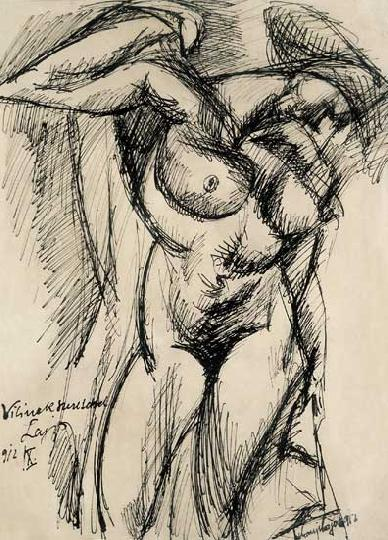
Akt (1912)
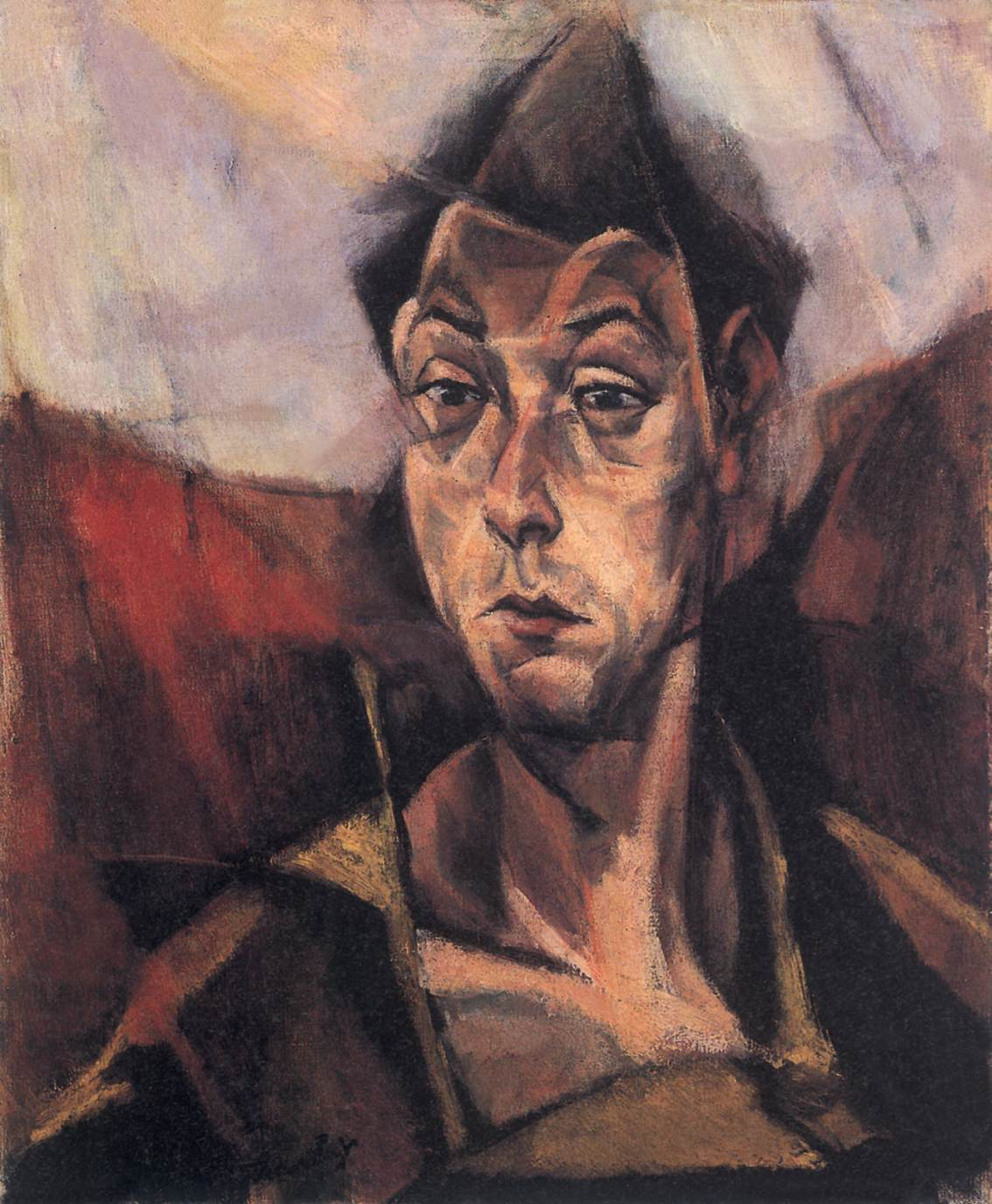
Selbstporträt (1912)
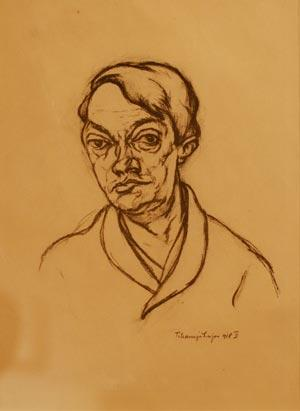
Endre Ady (1918)
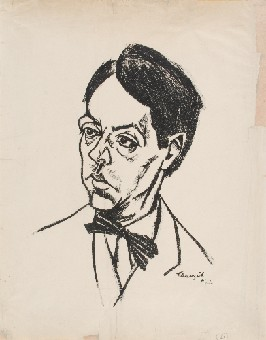
Sándor Márai (1924)
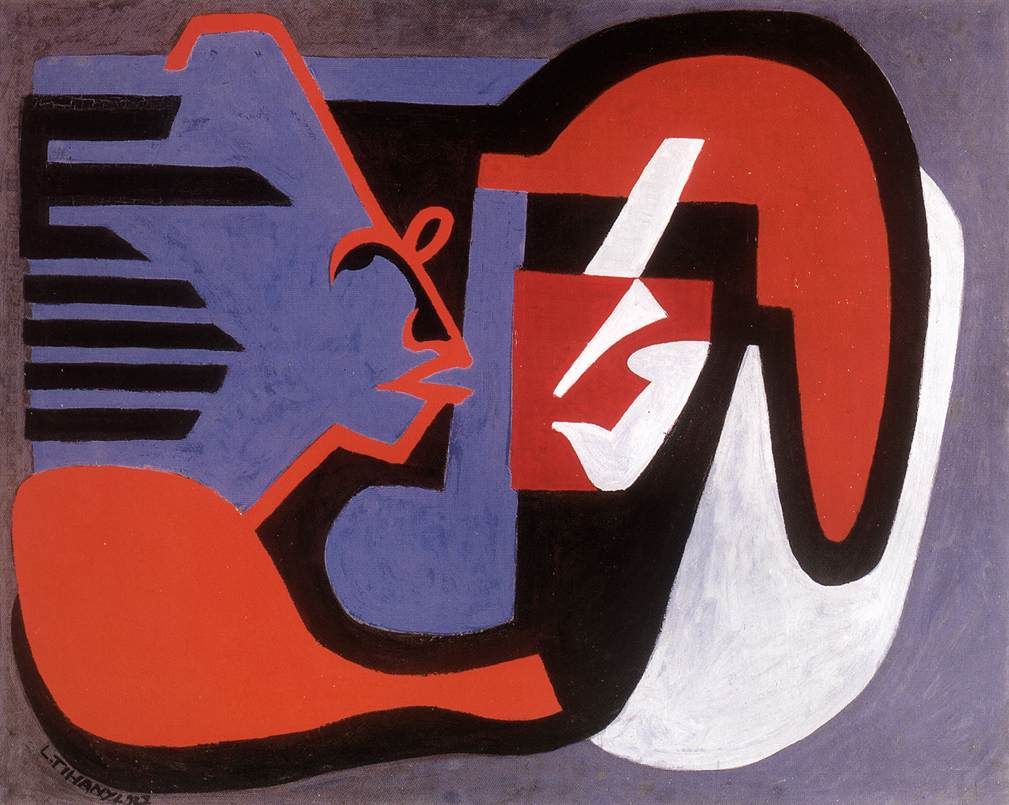
Unterhaltung (1928)
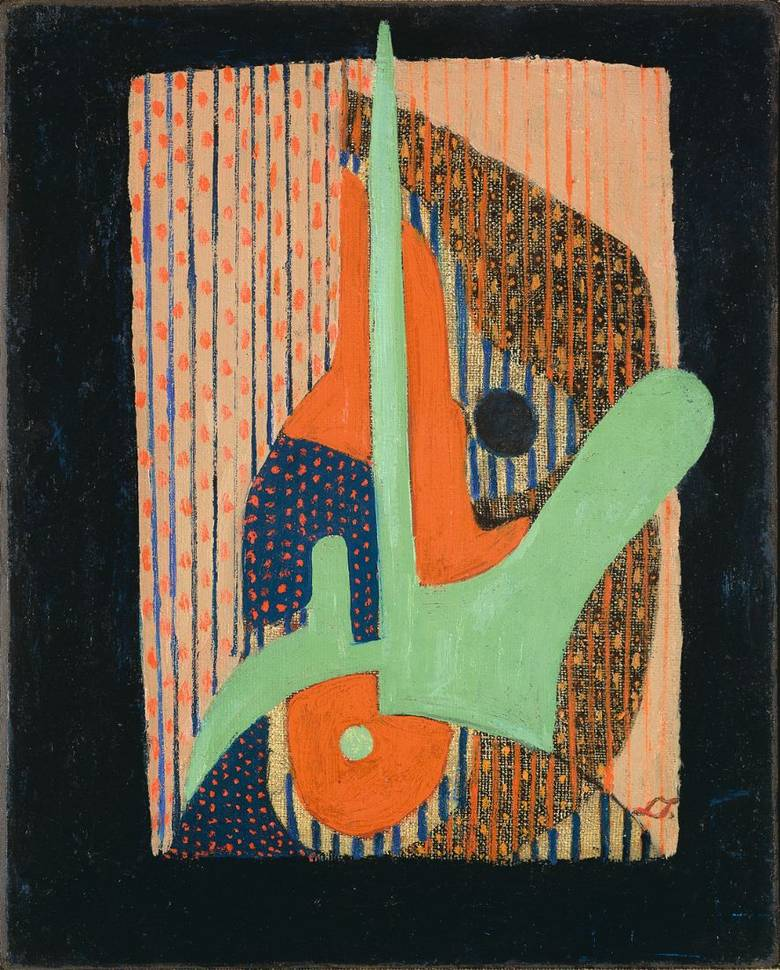
Ohne Titel (1933)

## Ausstellungen
- Einzelausstellung in Wien 1920
- Einzelausstellung in Berlin 1921
- Gergely Barki, Evelyn Benesch, Zoltán Rockenbauer (Hrsg.): Die Acht. A Nyolcak. Ungarns Highway in die Moderne. Deutscher Kunstverlag, Wien 2012, ISBN 978-3-422-07157-5.
- Lajos Tihanyi – A bohème painter in Budapest, Berlin and Paris. 20. April – 20. August 2012, Kogart Haz, Budapest.